# ذاري الحلالي (وشحة)

تعديل مصدري - تعديل

ذاري الحلالي هي إحدى قرى عزلة ضاعن بمديرية وشحة التابعة لمحافظة حجة، بلغ تعداد سكانها 92 نسمة حسب تعداد اليمن لعام 2004.